# Alson S. Clark
Pour les articles homonymes, voir Clark.
Alson Skinner Clark né le 25 mars 1876 à Chicago (Illinois) et mort le 23 mars 1949 à Pasadena (Californie) est un peintre impressionniste américain, spécialisé dans la peinture de paysage.

## Biographie
Alson S. Clark naît Chicago dans l'état de l'Illinois en 1876. Il étudie à la Art Institute of Chicago, à l'Art Students League of New York et à la Chase School sous la direction du peintre William Merritt Chase. Il part ensuite pour la France ou il fréquente plusieurs écoles, comme l'académie Julian, l'académie Carmen (en) du peintre James Abbott McNeill Whistler, l'académie Vitti et l'Académie Delécluse.
Il rentre aux États-Unis et ouvre en 1902 un studio à Watertown dans l'état de New York. Il se marie et part à nouveau pour la France, passant son temps entre les deux pays. En 1904, il obtient une médaille de bronze lors de l'exposition universelle de Saint-Louis. Il voyage en Espagne en 1909 et il fréquente la colonie d'artistes de Giverny durant l'automne 1910, côtoyant son ancien camarade de classe Lawton S. Parker et les peintres Frederick Carl Frieseke et Guy Rose parmi d'autres. En 1913, il observe la construction du canal de Panama et peint une série de toiles sur cet événement, toiles qui seront présentées à l'exposition internationale de Panama-Pacific en 1915 et pour laquelle il obtient une médaille de bronze. Lorsque la Première Guerre mondiale éclate, il rejoint l'US Army et sert comme photographe aérien. 
En 1919, il visite la Californie et s'installe définitivement à Pasadena en 1920. Il devient membre de la Pasadena Society of Artists (en), de la Los Angeles Art Association et du California Art Club (en). Il enseigne les beaux-arts à l'Occidental College de Los Angeles et est le directeur de la Stickney Memorial School of Art de Pasadena. En 1925, il décore le rideau de la scène (en) du Pasadena Playhouse (en). En 1926, il réalise les décorations murales du Carthay Circle Theater de Los Angeles. En 1937, il participe à l'exposition Tonal Impressionism (en) organisé par l'historien Harry Muir Kurtzworth, aux côtés des œuvres des peintres Frank Tenney Johnson (en), Theodore Lukits et Frank Tolles Chamberlin (en).
Il meurt à Pasadena en Californie en 1949.
Ces œuvres sont notamment visibles ou conservées au Art Institute of Chicago, au musée d'Art McNay de San Antonio, au Muskegon Museum of Art, au musée d'Art du comté de Los Angeles, à la bibliothèque Huntington de San Marino, à l'Automobile Club of Southern California (en), à l'Irvine Museum d'Irvine et au Victoria and Albert Museum de Londres.